# В. И. Ленин — почётный насекальщик
«В. И. Ле́нин — почётный насека́льщик» (или «В. И. Ленин. Почётный насекальщик») — памятник вождю мирового пролетариата в городе Миассе (Челябинская область, Россия), на территории Миасского напилочного завода, в штате которого Владимир Ленин числился до 1991 года. Памятник был заложен 27 января 1924 года — в день официального прощания с Лениным.

## Исторический контекст

### Краткая история завода
В период Первой мировой войны из Риги в Миасс был эвакуирован пилозубный завод английской фирмы «Томас Фирт и сыновья» («Thomas Firth & Sons»), который стал называться Миасский напилочный завод (в постсоветский период — «Миасский инструментальный завод»).

### Ленин — почётный насекальщик
1 мая 1923 года, на общем собрании рабочих и служащих Миасского напилочного завода председатель профкома А. В. Жданов предложил избрать Ленина почётным членом заводского коллектива. Участники собрания постановили:

Дорогого нашего вождя Владимира Ильича Ленина зачислить почётным насекальщиком напилочного завода, жалованье его употребить на культработу завкома.

Собрание направило Ленину соответствующую телеграмму.
В 1983 году на заводе было оборудовано ленинское рабочее место, на котором трудиться считалось большой честью.
Ленин до 1991 года официально числился в коллективе завода насекальщиком 3-го разряда. Он состоял в профсоюзе, получал зарплату, которая шла на организацию культурно-массовых мероприятий, на детский отдых, а в годы войны — на нужды Красной армии. Из зарплаты Ленина вычитался налог на бездетность и уплачивались профсоюзные взносы. Де-юре В. И. Ленин проработал на миасском предприятии 68 лет, хотя прожил всего 53 года.

## История создания памятника
Памятник вождю на Миасском напилочном заводе был заложен 27 января 1924 года — в день официального прощания с Лениным.
Памятник был воздвигнут за счёт зарплаты самого Ленина.
В 2014 году памятник был отремонтирован.

## Описание памятника
Памятник изображает Ленина в классическом костюме с жилеткой. Одной рукой Ленин держится за лацкан пиджака, другая рука опущена в карман брюк. На декоративном панно за постаментом — «поразительная по своей уникальности» надпись: «В. И. Ленин — почётный насекальщик».